# Rhynchomeles prattorum
Rhynchomeles prattorum — довгоносий бандикут з острова Серам, Індонезія. Це єдиний вид з роду Rhynchomeles.

## Морфологічна характеристика
Довжина тіла 245–330 мм, довжина хвоста 105–130 мм. Волосяний покрив кучерявий, блискучий, абсолютно неколючий, темно-шоколадно-коричневого кольору зверху і знизу з білим вкрапленням на грудях. Голова трохи світліша за спину, а на передніх кінцівках може бути біляста ділянка. Хвіст чорно-коричневий і майже голий. Підшерстя мало. Як випливає із родової назви, мордочка довга. Вуха малі, овальної форми. Rhynchomeles відрізняється від Echyrnipera лише кількома ознаками, але характеризується надзвичайною довжиною і стрункістю мордочки, дуже малим останнім моляром і загалом добре розставленими щічними зубами.

## Ареал
Цей вид відомий лише із семи екземплярів, зібраних у лютому 1920 року в одній місцевості на острові Серам, Індонезія. Один із екземплярів був зібраний на висоті 1800 м над рівнем моря. Цей вид був зафіксований у верхніх гірських тропічних лісах.

## Загрози й охорона
Нижчі гірські ліси Сераму вирубують на деревину та перетворюють на оброблені землі. Це впливає на верхньогірський ліс, посилюючи висихання і роблячи його більш сприйнятливим до вогню. Свині, пацюки й собаки (і, можливо, коти) були завезені на острів, і вони можуть негативно вплинути на вид.
Місце, де було зібрано вид, охороняється — Національний парк Мунусела.